# Fernando Sabino
Fernando Sabino (Belo Horizonte, 1923. október 12. – Rio de Janeiro, 2004. október 11.) brazil író, újságíró.

## Művei
- A vida real – novelas (1952, Editora A Noite)
- O encontro marcado – romance (1956, Civilização Brasileira)
- O homem nu – crônicas (1960, Editora do Autor)
- A mulher do vizinho – crônicas (1962, Editora do Autor)
- A companheira de viagem – crônicas (inclusive crônicas de viagens) (1965, Editora do Autor)
- A inglesa deslumbrada – crônicas (inclusive crônicas de viagens) (1967, Sabiá)
- Gente – crônica sobre personalidades com quem Fernando Sabino teve contato (1975, Record)
- Deixa o Alfredo falar! – crônicas (1976, Record)
- O Encontro das Águas – crônicas sobre uma viagem à cidade de Manaus/AM (1977, Record)
- O grande mentecapto – romance (1979, Record)
- A falta que ela me faz – crônicas (1980, Record)
- O menino no espelho – romance (1982, Record)
- O Gato Sou Eu – crônicas (1983, Record)
- Macacos me mordam (1984, Record)
- A vitória da infância (1984, Editora Nacional)
- A faca de dois Gumes – novelas (1985, Record)
- O Pintor que pintou o sete (1987, Berlendis & Vertecchia)
- Martini Seco (1987, Ática)
- O tabuleiro das damas – autobiografia literária (1988, Record)
- De cabeça para baixo – crônicas de viagens (1989, Record)
- A volta por cima – crônicas (1990, Record)
- Zélia, uma paixão – biografia (1991, Record)
- O bom ladrão – novela (1992, Ática)
- Aqui estamos todos nus (1993, Record)
- Os restos mortais (1993, Ática)
- A nudez da verdade (1994, Ática)
- Com a graça de Deus (1995, Record)
- O outro gume da faca – novela (1996, Ática)
- Um corpo de mulher (1997, Ática)
- O homem feito novela (originalmente publicada no volume A vida real, cf. acima) (1998, Ática)
- Amor de Capitu – recriação literária (1998, Ática)
- No fim dá certo – crônicas (1998, Record)
- A chave do enigma (1999, Record)
- O galo músico (1999, Record)
- Cara ou coroa? (2000, Ática)
- Duas novelas de amor – novelas (2000, Ática)
- Livro aberto – Páginas soltas ao longo do tempo – crônicas, entrevistas, fragmentos, etc. (2001, Record)
- Cartas perto do coração – correspondência com Clarice Lispector (2001, Record)
- Cartas na mesa – correspondência com Paulo Mendes Campos, Otto Lara Resende e Hélio Pellegrino (2002, Record)
- Os caçadores de mentira (2003, Rocco)
- Os movimentos simulados (2004, Record)